# جيمس باسكيت
جيمس باسكيت (بالإنجليزية: James Baskett)‏ مواليد 16 فبراير 1904 في إنديانابوليس - الوفاة 09 يوليو 1948 في لوس أنجلوس، هو ممثل أمريكي بدأ مسيرته الفنية سنة 1929.

## الأعمال
- دمبو (1941)
- أغنية الجنوب (1946)

## روابط خارجية
- جيمس باسكيت على موقع IMDb (الإنجليزية)
- جيمس باسكيت على موقع الموسوعة البريطانية (الإنجليزية)
- جيمس باسكيت على موقع ميوزك برينز (الإنجليزية)
- جيمس باسكيت على موقع أول موفي (الإنجليزية)
- جيمس باسكيت على موقع قاعدة بيانات برودواي على الإنترنت (الإنجليزية)
- جيمس باسكيت على موقع قاعدة بيانات الأفلام السويدية (السويدية)
- جيمس باسكيت على موقع ديسكوغز (الإنجليزية)
- جيمس باسكيت على موقع قاعدة بيانات الفيلم (الإنجليزية)